# ملفين جونز
ملفين جونز (بالإنجليزية: Melvin Jones)‏ هو فاعل خير أمريكي، ولد في 13 يناير 1879 في مقاطعة غراهام في الولايات المتحدة، وتوفي في 1 يونيو 1961 في مقاطعة كوك في الولايات المتحدة.